# Карлссон, Юхан (футболист, 2001)
Улоф Юхан Адреас Карлссон (швед. Olof Johan Andreas Karlsson; род. 20 июня 2001, Уппсала) — шведский футболист, защитник клуба «Кальмар».

## Клубная карьера
Начинал заниматься футболом с шестилетнего возраста в клубе «Суннерста». В январе 2018 года перешёл в «Сириуса», где начал выступать за юношеские команды. В 2020 году начал привлекаться к тренировкам с основной командой и попадать в заявки на матчи. В её составе дебютировал в чемпионате Швеции 5 июля в домашней встрече с «Эребру», заменив в компенсированное ко второму тайму время Мохаммеда Саида. В августе 2020 года подписал профессиональный контракт с клубом. 24 июля 2021 года забил свой первый мяч в карьере, отличившись уже на 3-й минуте матча с «Дегерфорсом», чем помог обыграть соперника со счётом 2:0.

## Клубная статистика
| Выступление      | Выступление      | Выступление      | Лига | Лига | Кубки | Кубки | Конт. кубки | Конт. кубки | Итого | Итого |
| Клуб             | Лига             | Сезон            | Игры | Голы | Игры  | Голы  | Игры        | Голы        | Игры  | Голы  |
| ---------------- | ---------------- | ---------------- | ---- | ---- | ----- | ----- | ----------- | ----------- | ----- | ----- |
| Сириус           | Аллсвенскан      | 2020             | 20   | 0    | 1     | 0     | 0           | 0           | 21    | 0     |
| Сириус           | Аллсвенскан      | 2021             | 9    | 1    | 3     | 0     | 0           | 0           | 12    | 1     |
| Сириус           | Итого            | Итого            | 29   | 1    | 4     | 0     | 0           | 0           | 33    | 1     |
| Всего за карьеру | Всего за карьеру | Всего за карьеру | 29   | 1    | 4     | 0     | 0           | 0           | 33    | 1     |